# Liste der türkischen Botschafter im Sudan
Der Botschafter leitet die türkische Botschaft Khartum.
| Ernennung Akkreditierung | Botschafter         | Bemerkung | Liste der Ministerpräsidenten der Türkei | Liste der Präsidenten des Sudan | Posten verlassen |
| ------------------------ | ------------------- | --- | ---------------------------------------- | ------------------------------- | ---------------- |
| 1986                     | Zeki Çelikkol       | (* 1933; † 20. März 2007) 1956: Studium der Politikwissenschaft an der Universität Ankara, 1960: Eintritt in den auswärtigen Dienst, 1970 bis 1974: Generalkonsul in Genf, 1976–1978: Konsul auf Rhodos, 1978–1980 bei der Mission bei der UNESCO, 1986–1988; Botschafter in Khartum, 1991–1996: Botschafter in Den Haag, 1996–1997: Botschafter in Caracas, 1998: Versetzung in den Ruhestand. | Turgut Özal                              | Ahmad al-Mirghani               | 1988             |
| 1998                     | Ali Engin Oba       | (* 1942 in Istanbul) Abitur: Galatasaray-Gymnasium 1965 Studium der Diplom Politikwissenschaft und Sprachwissenschaft an der Universität Ankara, Eintritt in den auswärtigen Dienst, 1993: außerordentlicher Professor für Internationale Beziehungen, 1994–1996 Botschafter in Belgrad, 1996–1998: Generalkonsul in Paris, 1998–2000 und Botschafter in Khartum, 2004–2007: Botschafter in Kinshasa, 2007: Versetzung in den Ruhestand. | Mesut Yılmaz                             | Umar al-Baschir                 | 2000             |
| 2003                     | Ali Yakıtal         | (* 1. Januar 1948 in Istanbul) 1968: Abitur: St. Joseph High School (Istanbul), 1972: Studium der Politikwissenschaft an der Universität Ankara, 2000–2003: Gesandtschaftsrat des Ausschusses für auswärtige Angelegenheiten der Großen Nationalversammlung der Türkei, 2003–2006: Botschafter in Khartum (Sudan), 1. Okt. 2009-1. Mär. 2010: Botschafter in Rom, 15. Januar 2011 – 16. Mai 2012: Botschafter in Wellington. | Recep Tayyip Erdoğan                     | Umar al-Baschir                 | 2006             |
| 2006                     | Mehmet Fatih Ceylan | (* 6. Oktober 1957 in Bursa) 1979: Abitur Robert College, Studium der Internationalen Beziehungen an der Universität Ankara, Eintritt in den auswärtigen Dienst, im Büro für Zypernangelegenheiten beschäftigt, Berufsoffizier, 2006–2009: Botschafter in Karthum, 2009–2010 in der Abteilung Osteuropa, Kaukasus und Zentralasiens beschäftigt, 2010–2013: Leitung der Abteilung Osteuropa, Kaukasus, Zentralasien, beamteter Staatssekretär für internationale Sicherheit, 15. Juni 2010: Kirgisistan Sonderbeauftragter, 20. September 2013: bei der Mission beim Nordatlantikrat, | Recep Tayyip Erdoğan                     | Umar al-Baschir                 | 2009             |
| 2011                     | Ertuğrul Kök        | Erdogan Cook ambassador | Recep Tayyip Erdoğan                     | Umar al-Baschir                 |                  |
| 13. Nov. 2013            | Cemalettin Aydın    | auch Jamal-al-Eddin Aiden, Jamal Eddin Ideny, Jamal-al-Eddin Aiden (* 1974 in Anamur) 1995: Studium der Wirtschafts- und Verwaltungswissenschaft, Internationale Beziehungen an der Marmara-Universität, 1996: Eintritt in den auswärtigen Dienst, 1997 November – Juli 1998: Militärdienst, 1999: Attaché und Gesandtschaftssekretär dritter Klasse im Verbindungsbüro Abuja zur Botschaft in Lagos (Nigeria), 2001–2002: Gesandtschaftssekretär dritter Klasse in Washington, 2002–2004: Gesandtschaftssekretär zweiter Klasse in Washington, 2004–2008: Gesandtschaftssekretär zweiter, erster Klasse zeitweise Geschäftsträger in Kuala Lumpur (Malaysia), 2008: Ernennung zum Gesandten, 10. Juli 2011 Generalkonsul in Houston, 12. November 2013: Botschafter in Khartum. | Recep Tayyip Erdoğan                     | Umar al-Baschir                 | 6. Dez. 2013     |